# Йорен дере
Йорен дере или Орен дере (на гръцки: Ορεινό, катаревуса: Ορεινόν, Оринон, до 1926 година Ορέν Δερέ, Орен дере) е историческо село в Република Гърция, на територията на дем Кавала.

## География
Селото е било разположено на 80 m надморска височина в южните склонове на Урвил (Ори Леканис), северно от Халкеро (Кьосе Еляз).

## История

### В Османската империя
В началото на XX век Йорен дере е изцяло турско селище в Кавалската кааза на Османската империя. Съгласно статистиката на Васил Кънчов („Македония. Етнография и статистика“) към 1900 година Йоренъ Дере е изцяло турско селище с 280 жители.

### В Гърция
След Междусъюзническата война в 1913 година селото попада в Гърция. В 1923 година турското му население по силата на Лозанския договор се изселва в Турция и на негово място са настанени малко гърци бежанци. В 1926 година селото е прекръстено на Орино. Според статистиката от 1928 година Орино е изцяло бежанско с 16 семейства и 48 жители общо. По-късно жителите му го напускат поради лошите условия на живот.
| Година    | 1913 | 1920 | 1928 | 1940 | 1951 | 1961 | 1971 | 1981 | 1991 | 2001 | 2011 | 2021 |
| --------- | ---- | ---- | ---- | ---- | ---- | ---- | ---- | ---- | ---- | ---- | ---- | ---- |
| Население | 185  | 152  | 37   |      |      |      |      |      |      |      |      |      |